# Waterloo (Iowa)
Waterloo is een plaats (city) in de Amerikaanse staat Iowa, en valt bestuurlijk gezien onder Black Hawk County.

## Demografie
Bij de volkstelling in 2000 werd het aantal inwoners vastgesteld op 68.747.
In 2006 is het aantal inwoners door het United States Census Bureau geschat op 65.998, een daling van 2749 (-4.0%).

## Geografie
Volgens het United States Census Bureau beslaat de plaats een oppervlakte van
160,6 km², waarvan 157,3 km² land en 3,3 km² water.

## Plaatsen in de nabije omgeving
De onderstaande figuur toont nabijgelegen plaatsen in een straal van 16 km rond Waterloo.

## Geboren
- Mona Van Duyn (1921 - 2004), dichteres en United States Poet Laureate
- Julie Adams (1926), actrice
- Michele Bachmann (1956), politica
- Adam DeVine (1983), acteur